# Le Tremblay (Maine-et-Loire)
Pour les articles homonymes, voir Tremblay.
Le Tremblay est une ancienne commune française, située dans le département de Maine-et-Loire en région Pays de la Loire.
C'est un bourg rural du Haut-Anjou, qui deviendra un haut lieu de la chouannerie.
Depuis le 15 décembre 2016, le territoire appartient à la commune d'Ombrée d'Anjou.

## Géographie

### Localisation
La commune est située dans le Haut-Anjou, à environ 16 km de Pouancé, le chef-lieu de canton, et environ 11 km de Segré, la sous-préfecture.

### Topographie, géologie, relief
Le Tremblay fait partie de l'unité paysagère du Segréen, et plus particulièrement de la sous-unité paysagère du Pouancéen, qui se caractérise par un paysage vallonné, aux ondulations orientées d'est en ouest où le maillage bocager tend à se densifier au fur et à mesure que l'on descend dans les vallons. Sur le plan géologique, la commune se trouve sur un terrain schisteux, de formation silurienne provenant du massif armoricain.
Le nord de la commune se trouve plutôt bas, au niveau de la Verzée. Il remonte vers le sud, jusqu'à atteindre environ 90 mètres d'altitude.

### Climat
La région du Haut-Anjou est caractéristique de la «douceur angevine». Le climat de Maine-et-Loire étant un climat de transition entre le climat océanique de la côte atlantique et le climat continental de la Touraine, les hivers y sont doux et les étés agréables. À l'arrivée des perturbations venant de l'océan, le Haut-Anjou et Le Tremblay sont en première ligne. Le nombre de jours avec précipitations y oscille entre 140 et 150 par an.

### Hydrographie
La commune est traversée d'ouest en est par la Verzée au nord, qui forme sa frontière avec Combrée. Les ruisseaux du Bas-Tremblay, de Toury et de la Houssaudière, rejoint par le ruisseau de la Rivaudière, affluent dans la Verzée.

## Histoire

### Préhistoire et antiquité
Le nom du Tremblay semble venir du latin populus tremula, signifiant peuplier tremble. Une voie romaine a été mise à jour, ainsi qu'une hache en pierre, seul témoin d'une présence préhistorique et antique.

### Moyen âge et Ancien Régime
Jusqu'au XVIe siècle, le territoire forme une vicairie de Challain-la-Potherie. Chapelain de la chapelle depuis 1613, Catherin Grosbois décide d'y établir le chapitre de Saint-Louis du Tremblay et fait construire une église canoniale et des logements. En 1707, le chapitre est touché par l'épidémie de dysenterie qui ravage en Haut-Anjou. En 1725, le chapitre de Saint-Louis disparait et est remplacé par une paroisse. Le dernier chanoine meurt en 1727. On trouvait vers 1742 une école tenue par un maître et une dame de charité pour les soins aux malades et l'éducation des filles. La paroisse dépendait du doyenné et du grenier à sel de Candé.

### Révolution et chouannerie
Le 11 mars 1793, lors de la révolte de Combrée, les révoltés couchent dans l'église et dans l'auberge du village. Après leur défaite à Loiré, 22 révoltés sont guillotinés à Angers le 2 avril, dont quatre habitants du Tremblay, âgés de 28 à 46 ans. L'église du Tremblay est partiellement incendiée en août 1794.
Pendant la chouannerie, la population prend parti pour les chouans. Le capitaine du Tremblay et de Noëllet est Gasnier, dit La Huasse. Le 12 septembre 1794, l'officier municipal du Tremblay est tué par les chouans. Le 25 mars 1796, un bataillon de 400 soldats républicains est surpris dans un chemin par 3 000 chouans dirigés par Mathurin Ménard, dit Sans-Peur. Les républicains perdent 300 hommes, les pertes des chouans sont faibles. Le lendemain, les troupes républicaines de Segré fouillent la région, tuent un des blessés du combat et brûlent l'église du village. Le chemin porte le nom du chemin de la Tuace ou Tuasse. Le 9 octobre 2010, une plaque commémorative est posée à l'initiative de l'Association Vendée militaire,.

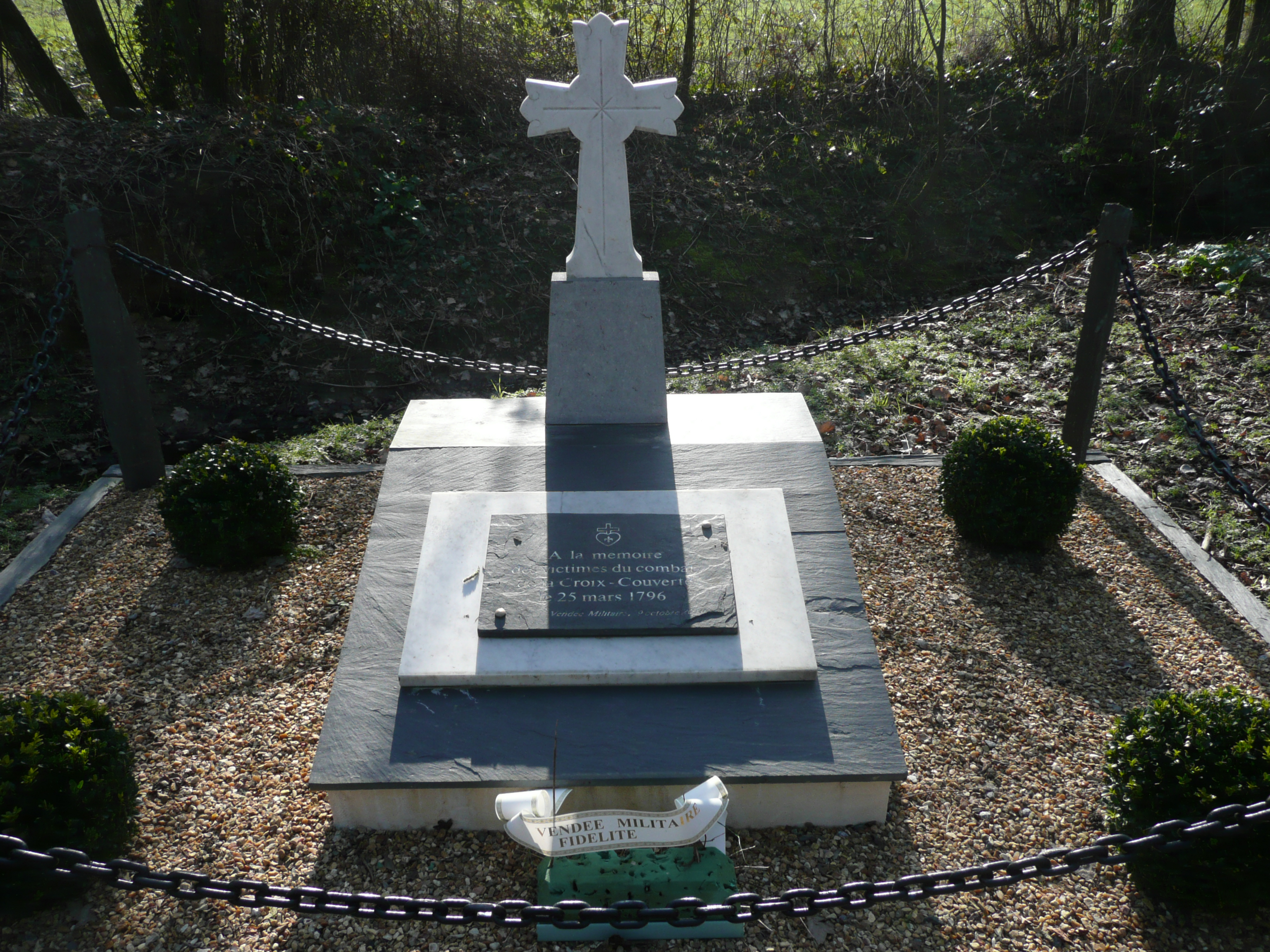
Plaque commémorative du combat de la Croix-Couverte.
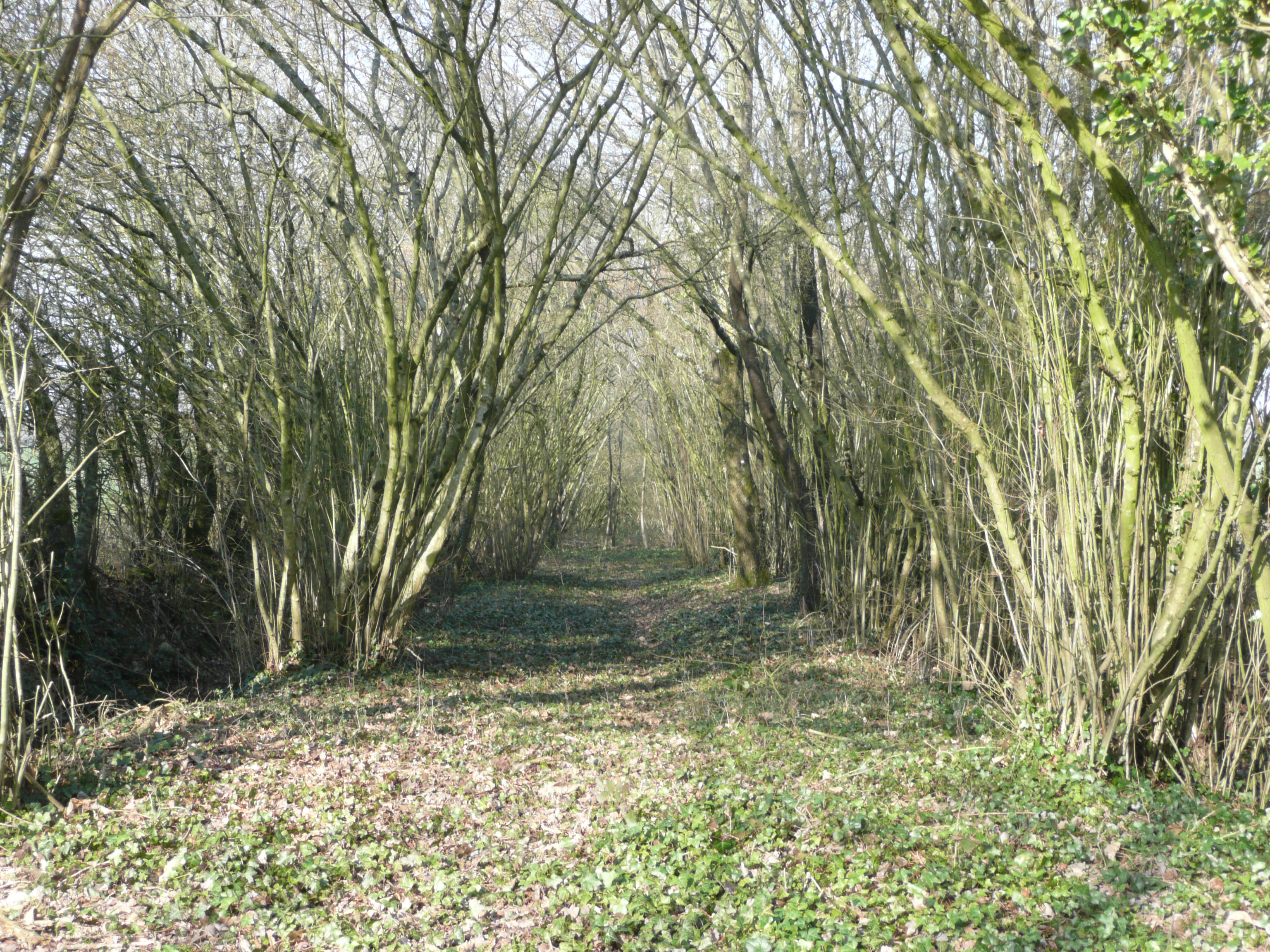
Chemin de la Tuace.

### Époque contemporaine
Un bâtiment devant accueillir l'école de garçons et le logement du maître est construit en 1836, puis agrandi en 1878. Le cimetière qui bordait l'église est déplacé en 1849 hors du bourg. En 1857 débute la reconstruction de l'église. L'école des filles, auparavant à la charge d'une congrégation religieuse, est construite en 1912. La Première Guerre mondiale voit la disparition de 43 hommes de la commune. Le Tremblay est raccordé à l'électricité en 1939 et à l'eau potable en 1966.

## Politique et administration

### Administration municipale

#### Administration actuelle
Depuis le 15 décembre 2016, Le Tremblay constitue une commune déléguée au sein de la commune nouvelle d'Ombrée d'Anjou et dispose d'un maire délégué.
| Période                                  | Période  | Identité      | Étiquette | Qualité |
| ---------------------------------------- | -------- | ------------- | --------- | ------- |
| décembre 2016                            | en cours | Fabien Bossé, |           |         |
| Les données manquantes sont à compléter. |          |               |           |         |

#### Administration ancienne
Le Tremblay est située dans le canton de Pouancé, arrondissement de Segré, dans le département de Maine-et-Loire. La commune comptant moins de 500 habitants, son conseil municipal est constitué de 11 élus.
| Période                                  | Période       | Identité            | Étiquette | Qualité |
| ---------------------------------------- | ------------- | ------------------- | --------- | ------- |
| 1791                                     | An VII        | Jean Poitevin       |           |         |
| An VII                                   | An X          | Pierre Vigneron     |           |         |
| An X                                     | 1813          | Jean Poitevin       |           |         |
| 1813                                     | 1821          | Toussaint Poitevin  |           |         |
| 1821                                     | 1822          | René Delaunay       |           |         |
| 1822                                     | 1830          | René Roinard        |           |         |
| 1830                                     | 1839          | Toussaint Poitevin  |           |         |
| 1839                                     | 1843          | René Brebis         |           |         |
| 1843                                     | 1848          | René Cottier        |           |         |
| 1848                                     | 1853          | Aimé Doueteau       |           |         |
| 1853                                     | 1888          | François Royer      |           |         |
| 1888                                     | 1890          | Jean Peteul         |           |         |
| 1890                                     | 1892          | Pierre Guérin       |           |         |
| 1892                                     | 1900          | François Royer fils |           |         |
| 1900                                     | 1904          | Pierre Huau         |           |         |
| 1904                                     | 1925          | François Royer      |           |         |
| 1925                                     | 1952          | Désiré Bellanger    |           |         |
| 1952                                     | 1953          | Eugène Audiganne    |           |         |
| 1953                                     | 1972          | Alphonse Delaunay   |           |         |
| 1972                                     | 1983          | Augustin Dersoir    |           |         |
| 1983                                     | ?             | François Guimon     |           |         |
| ?                                        | ?             |                     |           |         |
| mars 2001                                | mars 2014     | Didier Pouillart    | DVD       |         |
| mars 2014                                | décembre 2016 | Fabien Bossé        |           |         |
| Les données manquantes sont à compléter. |               |                     |           |         |

### Intercommunalité
La commune adhère, comme les autres communes du canton de Pouancé, à un syndicat intercommunal à vocation multiple (SIVM) créé en 1966. Celui-ci devient la communauté de communes de la région de Pouancé-Combrée en 1995.

## Population et société

### Évolution démographique
L'évolution du nombre d'habitants est connue à travers les recensements de la population effectués dans la commune depuis 1793. À partir du 1er janvier 2009, les populations légales des communes sont publiées annuellement dans le cadre d'un recensement qui repose désormais sur une collecte d'information annuelle, concernant successivement tous les territoires communaux au cours d'une période de cinq ans. 
Pour les communes de moins de 10 000 habitants, une enquête de recensement portant sur toute la population est réalisée tous les cinq ans, les populations légales des années intermédiaires étant quant à elles estimées par interpolation ou extrapolation. Pour la commune, le premier recensement exhaustif entrant dans le cadre du nouveau dispositif a été réalisé en 2006,.
En 2014, la commune comptait 355 habitants, en évolution de +2,01 % par rapport à 2009 (Maine-et-Loire : +3,3 %, France hors Mayotte : +2,49 %).
| 1793 | 1800 | 1806 | 1821 | 1831 | 1836 | 1841 | 1846 | 1851 |
| ---- | ---- | ---- | ---- | ---- | ---- | ---- | ---- | ---- |
| 899  | 652  | 862  | 791  | 802  | 852  | 857  | 845  | 854  |

| 1856 | 1861 | 1866 | 1872 | 1876 | 1881 | 1886 | 1891 | 1896 |
| ---- | ---- | ---- | ---- | ---- | ---- | ---- | ---- | ---- |
| 880  | 911  | 900  | 988  | 965  | 922  | 926  | 884  | 852  |

| 1901 | 1906 | 1911 | 1921 | 1926 | 1931 | 1936 | 1946 | 1954 |
| ---- | ---- | ---- | ---- | ---- | ---- | ---- | ---- | ---- |
| 863  | 857  | 851  | 722  | 715  | 687  | 656  | 651  | 654  |

| 1962 | 1968 | 1975 | 1982 | 1990 | 1999 | 2006 | 2011 | 2014 |
| ---- | ---- | ---- | ---- | ---- | ---- | ---- | ---- | ---- |
| 633  | 613  | 558  | 492  | 389  | 365  | 350  | 349  | 355  |

### Pyramide des âges
La population de la commune est relativement jeune. Le taux de personnes d'un âge supérieur à 60 ans (19,7 %) est en effet inférieur au taux national (21,6 %) et au taux départemental (21 %).		
Contrairement aux répartitions nationale et départementale, la population masculine de la commune est supérieure à la population féminine (51,4 % contre 48,4 % au niveau national et 48,6 % au niveau départemental).		
La répartition de la population de la commune par tranches d'âge est, en 2007, la suivante :		
- 51,4 % d’hommes (0 à 14 ans = 20,6 %, 15 à 29 ans = 16,7 %, 30 à 44 ans = 20 %, 45 à 59 ans = 22,8 %, plus de 60 ans = 20 %) ;
- 48,6 % de femmes (0 à 14 ans = 16,5 %, 15 à 29 ans = 22,4 %, 30 à 44 ans = 17,6 %, 45 à 59 ans = 24,1 %, plus de 60 ans = 19,4 %).

| Hommes | Classe d’âge | Femmes |
| ------ | ------------ | ------ |
| 0,0    | 90 ans ou +  | 0,6    |
| 8,9    | 75 à 89 ans  | 10,0   |
| 11,1   | 60 à 74 ans  | 8,8    |
| 22,8   | 45 à 59 ans  | 24,1   |
| 20,0   | 30 à 44 ans  | 17,6   |
| 16,7   | 15 à 29 ans  | 22,4   |
| 20,6   | 0 à 14 ans   | 16,5   |

| Hommes | Classe d’âge | Femmes |
| ------ | ------------ | ------ |
| 0,4    | 90 ans ou +  | 1,2    |
| 6,3    | 75 à 89 ans  | 9,2    |
| 11,8   | 60 à 74 ans  | 13,0   |
| 19,9   | 45 à 59 ans  | 19,4   |
| 20,6   | 30 à 44 ans  | 19,5   |
| 20,3   | 15 à 29 ans  | 19,1   |
| 20,6   | 0 à 14 ans   | 18,6   |

### Enseignement
Seule une école publique dépendant de l'académie de Nantes accueille les enfants de maternelle et primaire. Les collèges se trouvent à Pouancé et les lycées se situent à Segré.

### Santé
Il n'y a pas de médecin ni d'infirmier installé au Tremblay. Les plus proches sont basés à Combrée et l'hôpital est à Segré ou Pouancé. Les cliniques les plus proches se situent à Segré, de même que le service maternité.

### Autres équipements, commerces et tourisme
La commune dispose pour équipement sportif d'un terrain de football et d'un terrain de tennis et d'une bibliothèque pour équipement culturel. Pour l'alimentation, elle dispose d'un café-épicerie. Pour le tourisme, la commune est affiliée au Syndicat d'Initiative du Haut-Anjou Pouancéen, syndicat intercommunal.

## Économie
Selon l'Insee, la commune comptait en 2009, hors exploitations agricoles, huit entreprises dont deux dans l'industrie et six dans le commerce, le transport, la réparation automobile et les services divers.
On comptait 41 exploitations agricoles en 2000. Le nombre d'exploitations a diminué entre 1988 et 2000, passant de 63 à 41, mais la superficie cultivée a, elle, augmenté dans cette période, passant de 1 866 hectares (moyenne 30 hectares par exploitation) à 1 706 hectares (41 hectares par exploitation).

## Lieux et monuments
L'église Saint-Louis a été construite de 1857 à 1866, dans un style néo-gothique. Elle possède une châsse du XIXe siècle.

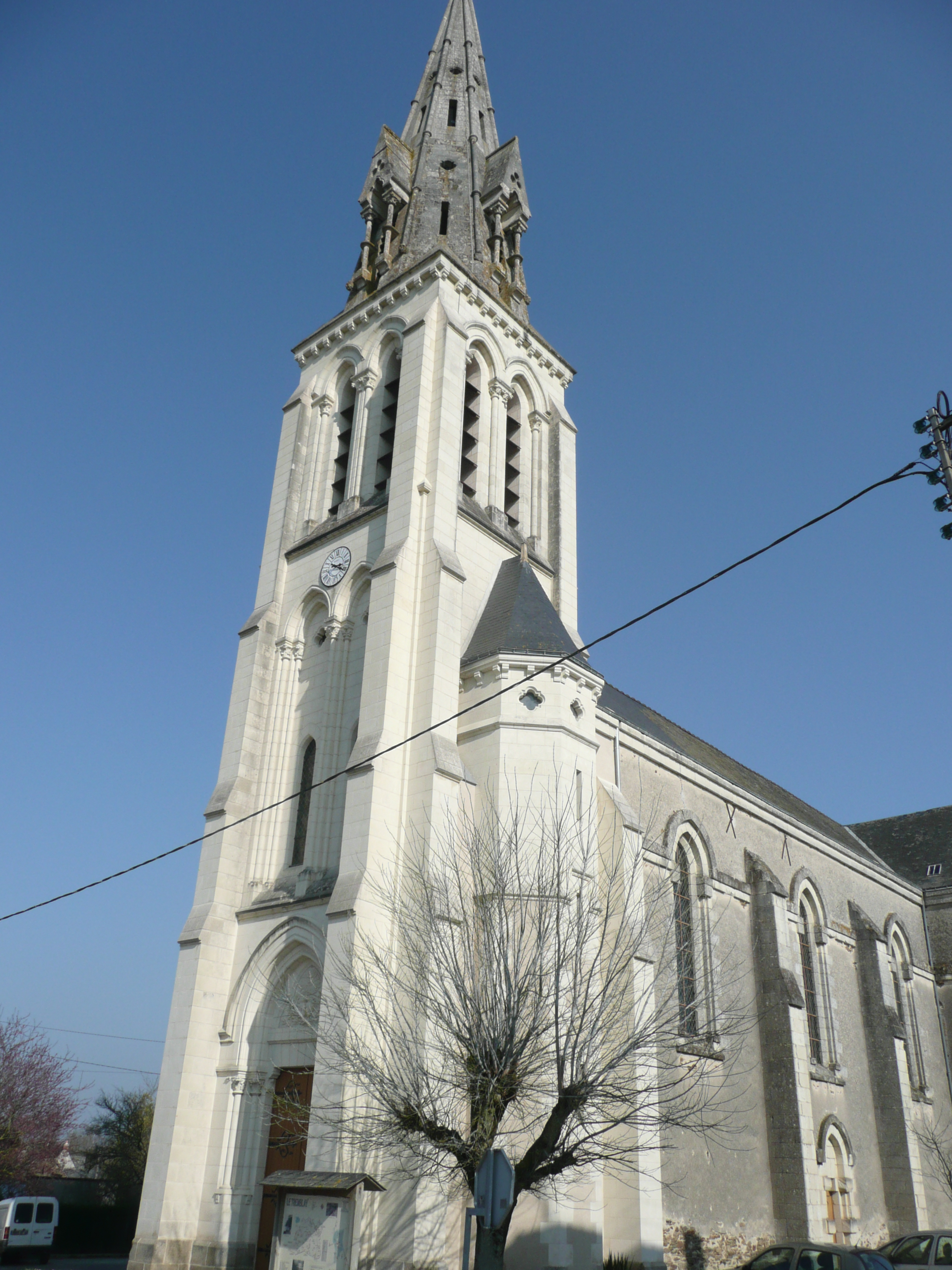
Église Saint-Louis.

## Personnalités liées à la commune
- Joseph Bossé (1946), homme politique.